# ジャヤ・インドラヴァルマン
ジャヤ・インドラヴァルマン2世（サンスクリット語: जय इन्द्रवर्मन् २, ラテン文字転写: Jaya Indravarman II, 1072年 - 1113年?）は、チャンパ王国（占城国）第10王朝の第2代・第4代国王（在位：1080年 - 1081年、1086年 - 1113年?）。初名はヴァーク（Vāk）。王号はプリャン・シュリー・ラージャドヴァーラ（Pulyan Śrī Rājadvāra）。『大越史記全書』では制麻那（ベトナム語: Chế Ma Na）と記される。

## 生涯
1080年、父のハリヴァルマン4世から位を譲られて即位したが、9歳と幼少で統治能力に欠けていたために翌年に父が死去すると、叔父のパーングが摂政となり、翌年に大臣たちによって王に擁立された（パラマボディサットヴァ）。1086年、パラマボディサットヴァが退位させられたことでジャヤ・インドラヴァルマン2世が復位した。同年、李朝大越に遣使して礼品を送り、11月23日には布霊息馳琴とアブー・ムハンマドを宋に遣使して犀を献じ、チャンパと大越の使節が同時期に宋にいる場合は鉢合わせることのないような配慮を宋に求めた。以降も大越には1091年まで毎年朝貢した。
1092年3月14日、良保故倫軋丹と傍木知突を宋に遣使して大越を挟撃することを提案したが、大越は数度にわたって宋に朝貢しており臣下の礼を欠かしていないことを理由に軍を起こすのは難しいと哲宗から詔を賜った。1094年1月、朝貢が途絶えていることを理由に、大越からの使者である莫顕績から叱責を受けて、翌1095年から1097年・1098年・1099年・1102年にかけて大越に計5度の朝貢を行った。
1103年10月、大越の演州で李覚が反乱を起こした。李常傑に敗れてチャンパに逃亡した李覚は、ジャヤ・インドラヴァルマン2世に大越の内情を教えた。翌1104年にチャンパ軍は大越に侵攻し、ルドラヴァルマン3世の代のチャンパ＝大越戦争 (1069年)で大越に割譲したポー・トリン・デリー・メリーの三州を奪回したが、2月に李常傑率いる大越軍の反撃を受けて再び三州を失った。同年7月4日に宋に朝貢し、翌1105年7月23日には正使にアブー・サイード、副使として古論思唐、判官に佔琶を遣使して朝貢した。1109年8月10日にも宋に遣使し、同年8月には大越に白象を献じている。父王の施策を引き継いで、シュリーシャーナヴァドレーシュヴァラに寺院の建立や修復を行った。
ジャヤ・インドラヴァルマン2世の死後、王位は甥のハリヴァルマン5世が継承した。

## 参考資料
- George Cœdès (May 1, 1968). The Indianized States of South-East Asia. University of Hawaii Press. ISBN 978-0824803681
- Bruce McFarland Lockhart; Kỳ Phương Trần (January 1, 2011). The Cham of Vietnam: History, Society and Art. National University of Singapore Press. ISBN 978-9971-69-459-3
- R. C. Majumdar (1927). Ancient Indian colonies in the Far East. Vol. I, Champa. Punjab Sanskrit Book Depot
- Geetesh Sharma (2010). Traces of Indian Culture in Vietnam. Rajkamal Prakashan. ISBN 978-8190540148
- 『宋史』巻四百八十九 列伝第二百四十八 外国五 占城
- 『越史略（中国語版）』巻中 阮紀
- 『大越史記全書』本紀巻之三 李紀 仁宗皇帝
- 『宋会要輯稿』巻百十九 蕃夷四 占城

| 先代 ハリヴァルマン4世      | チャンパ王 第10王朝第2代： 1080年 - 1081年  | 次代 パラマボディサットヴァ |
| 先代 パラマボディサットヴァ | チャンパ王 第10王朝第4代： 1086年 - 1113年? | 次代 ハリヴァルマン5世      |

| スタブアイコン | サブスタブ | この項目は、まだ閲覧者の調べものの参照としては役立たない、人物に関連した書きかけの項目です。この項目を加筆・訂正などしてくださる協力者を求めています（P:人物伝/PJ:人物伝）。 |